# Cot Ara (Lhoksukon)
Cot Ara is een bestuurslaag in het regentschap Aceh Utara van de provincie Atjeh, Indonesië. Cot Ara telt 257 inwoners (volkstelling 2010).